# Renatinho (football, 1987)
Pour les articles homonymes, voir Renato et Renatinho.
Renato Carlos Martins Júnior, plus communément appelé Renatinho est un footballeur brésilien né le 14 mai 1987.